# Doryteuthis gahi
El calamar o Loligo (Doryteuthis (Amerigo) gahi), también conocido como calamarete, calamareti, calamar patagónico,  es un calamar de pequeño tamaño de la familia Loliginidae.

## Descripción
- El calamar patagónico (D. gahi) es un pequeño calamar que alcanza 23 cm como máximo de longitud total (LT).
- Su cuerpo es blanco azulado con manchas rojas sobre la línea media (cromatóforos juntos).[3]
- Posee diez brazos, todos con dos hileras de ventosas, de los cuales 8 son cortos y 2 son largos (tentáculos propiamente tal).[4]
- La cabeza es corta y ensanchada, con ojos salientes cubiertos por una córnea transparente.
- Su cuerpo es alargando, cilíndrico, tipo torpediforme.
- Las aletas son romboidales, pequeñas y la longitud de las aletas es 40-45% la longitud del manto (LM).[3]
- Presenta dimorfismo sexual, el macho posee el cuarto brazo hectocotilizado.[5]
- Tiene un peso promedio entre 75 y 150 g. y una LM promedio entre 10 y 15 cm.[6]

## Distribución
Océano Pacífico sureste y océano Atlántico suroeste.
En el océano Pacífico sureste, desde Perú hasta el Cabo de Hornos en Chile.
En el océano Atlántico suroeste, desde el golfo de San Matías hasta Islas Malvinas y alrededores.

## Hábitat
Nerítico, entre los 0 m de profundidad (superficie) y 600 m de profundidad.
En Chile y Perú, en la corriente de Humboldt vive en temperaturas entre 11,5-13,5 (°C) y rango de salinidad: 32,7-33,4 (ppt). En Islas Malvinas vive en salinidad menor a 34 (ppt) y temperatura desde los 5 °C.

## Biología

### Ecología trófica
- Depredador.

Las presas son atrapadas por los tentáculos, agarradas y trasladadas a la boca con la ayuda de los brazos, y luego masticadas por el pico córneo.

### Reproducción
En Chile, se han identificado zonas de desove a profundidades de entre 10 y 15 m. 
Se han encontrado masas de huevos frágiles de unos 25 mm de largo que contienen unos 15 embriones entre los tallos del alga Lessonia trabeculata, especialmente en lugares donde el alga ha sido muy defoliada, lo que sugiere que es deseable un entorno semi-protegido con un movimiento de agua adecuado.
Las hembras mueren tras el desove en aguas someras o poco profundas.

### Longevidad
Alrededor de 1 año de vida.

## Relación con el ser humano

### Pesquerías
En Perú, Chile y frente a Argentina, esta especie se captura principalmente de forma incidental durante las redes de arrastre dirigidas a otras especies objetivo. Existe una pesquería específica en las Islas Malvinas, donde es una importante especie objetivo capturada en la plataforma patagónica. El total de capturas mundiales declaradas en 1999 fue de 42 505 toneladas, siendo la mayor captura la de las Islas Malvinas 22 502 toneladas.

### Gastronomía
Se consume frito, a la plancha, relleno y en guiso en salsa.
Se comercializa fresco, enfriado, congelado y en conserva.